# Zio Paperone e il tesoro di Marco Polo
Zio Paperone e il tesoro di Marco Polo (Treasure of Marco Polo) è una storia a fumetti del 1966 realizzata dal cartoonist americano Carl Barks con personaggi della Disney.

## Storia editoriale
Venne pubblicata negli USA sul n. 66 dell'albo Uncle Scrooge, datato luglio 1966. In Italia è apparsa per la prima volta sul n. 577 di Topolino del 18 dicembre 1966.

## Trama
Cercando un prezioso elefantino di giada in Asia, Paperone e i nipoti si ritrovano in un paese in piena rivolta: proprio in questa occasione compare per la prima volta la bandiera di Paperopoli, qui presentata come una città-stato, avendo persino un'ambasciata propria.